# Lithacodia furcata
Lithacodia furcata är en fjärilsart som beskrevs av Walker 1857. Lithacodia furcata ingår i släktet Lithacodia och familjen nattflyn. Inga underarter finns listade i Catalogue of Life.